# Thiên Ninh, Thường Châu

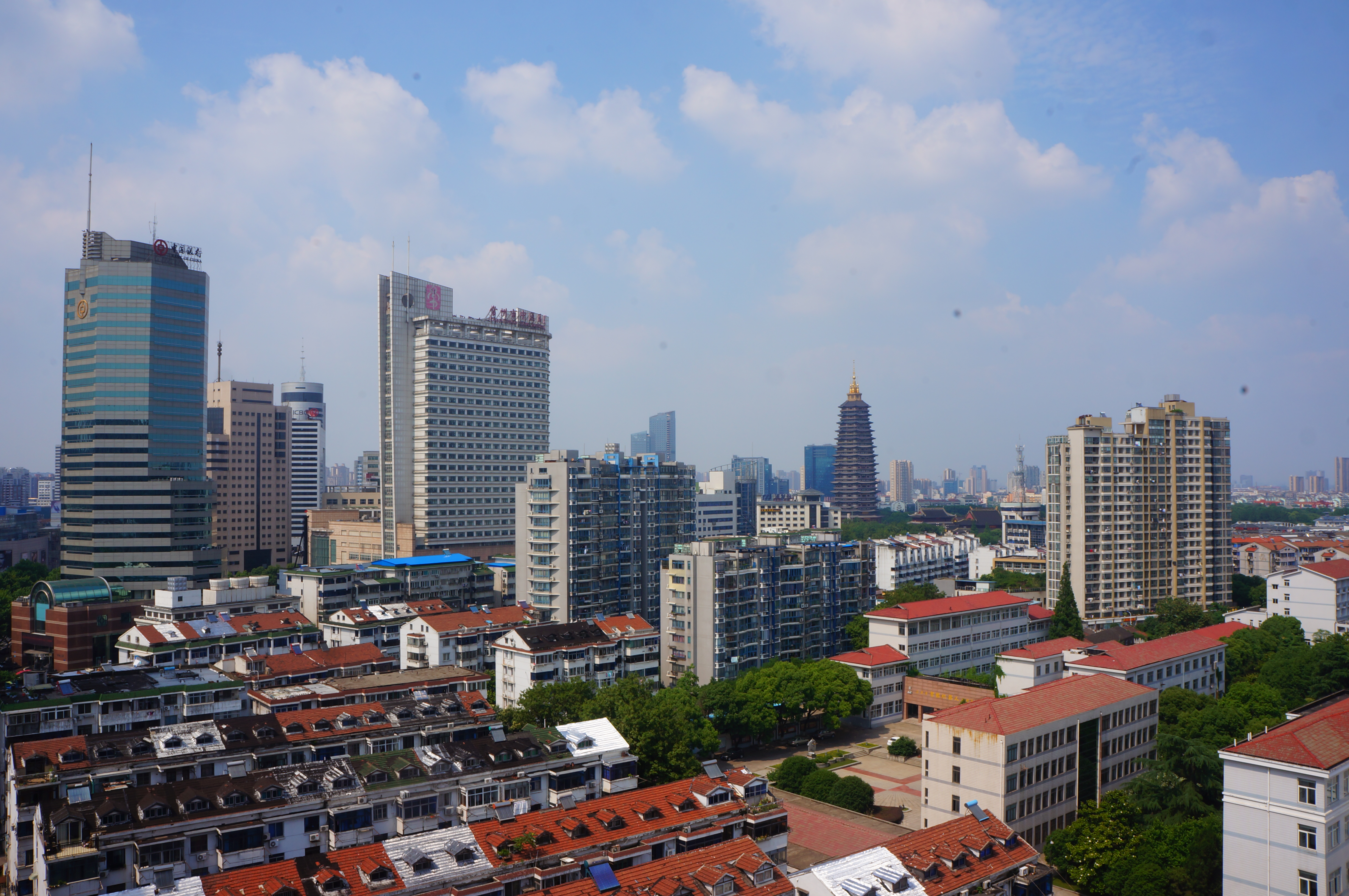
Thiên Ninh, Thường Châu

Thiên Ninh (chữ Hán giản thể: 天宁区, chữ Hán phồn thể: 天寧區, âm Hán Việt: Thiên Ninh khu) là một quận thuộc địa cấp thị Thường Châu, tỉnh Giang Tô, Giang Tô, Cộng hòa Nhân dân Trung Hoa. Quận Thiên Ninh có diện tích 67 km², dân số năm 2001 là 340.000 người. Quận Thiên Ninh được chia thành 10 nhai đạo: Cục Tiền Nhai, Điêu Trang, Thanh Long, Trà Sơn, Hồng Mai, Bắc Hoàn Lộ, Triều Dương Kiều, Thanh Lương, Lan Lăng.
- Hương: